# Геоморфологічний район
Геоморфологічний район — це одиниця восьмого рівня в ієрархічному геоморфологічному розподілі земної поверхні в тому вигляді, в якому цей поділ зазвичай застосовується в Чехії. Вищий підрозділ — геоморфологічна підодиниця, підпорядкований — геоморфологічний підрайон.
Приклади: Ондржейнік, Паствинська верховина, Рихори.